# Punk rock in Italia
La scena musicale punk rock in Italia iniziò a svilupparsi nella penisola durante la seconda metà degli anni settanta del XX secolo.

## Storia

### Il contesto italiano

Anna Oxa esegue il suo primo singolo al Festival di Sanremo 1978

In Italia la diffusione del punk rock '77 segue un'evoluzione diversa da quella vista negli altri paesi. Infatti, viene a mancare quasi completamente la fase iniziale della prima metà degli anni settanta. Gli Stooges erano pressoché ignoti, così come i Ramones, mentre ebbe molto risalto l'esplosione del british punk nel 1977 ed in particolare il fenomeno mediatico generato dai Sex Pistols. È con l'uscita dell'album Never Mind the Bollocks che iniziano a comparire i primi gruppi di appassionati e le prime fanzine distribuite nelle grosse città, come Plexiglas, uscita a metà 1979, e riviste, soprattutto di abbigliamento, collegate.
Già nel 1974 l'appellativo di punk era stato attribuito da Ciao 2001 ad Edoardo Bennato e, tra il 1977 ed il 1979, l'appellativo punk venne attribuito, non senza una certa confusione, a musicisti come, Anna Oxa, Donatella Rettore e Ivan Cattaneo. Ma è a partire dal 1976, dopo l'uscita di "Anarchy In The U.K." datata 26 novembre, che l'immagine del punk proposta dai media creò inizialmente una forte diffidenza anche tra gli attivisti di sinistra che lo giudicavano spesso come nichilista, politicamente scorretto e filonazista. Tra le prime trasmissioni televisive italiane che parlarono di punk con occhio più benevolo vanno invece ricordate, L'altra domenica condotta da Renzo Arbore e Odeon. Tutto quanto fa spettacolodi Brando Giordani ed Emilio Ravel, che nel 1977 trasmise un servizio sui Sex Pistols ad una festa punk londinese, avvicinando così molti al punk, fra cui il chitarrista Simone Cinotto, poi fondatore nel 1979, dei Blue Vomit e poi dei Nerorgasmo. I primi reportage sul movimento furono opera di riviste come Ciao 2001 e Popster, e, tra i discografici, va invece menzionato Carlo Basile della RCA Italiana, al quale si deve la prima compilazione dall'eloquente titolo "Punk Collection" ed un'instancabile attività di promozione delle band del proto-punk e del post-punk nella nostra penisola.

I Gaznevada

Tra le prime band a tentare una versione in salsa italica della "più grande truffa del Rock'n'Roll", sono invece da menzionare gli Aedi con il loro 45 giri "Fratelli d'Italia/La Bomba Atomica", Andrea Mingardi Supercircus, con il brano parodistico Pus, Gli Incesti, con l'album "Ecco...", e gli Enter 'O Clisma ed il loro "napoletano punk" di dubbio gusto. Sul finire del 1976 i bolognesi, Centro d'Urlo Metropolitano, formazione legata al movimento del Settantasette e futuri Gaznevada, composero il loro brano Mamma dammi la benza, trasmesso con assiduità dalla radio movimentista Radio Alice.
Nonostante le reticenze dei media e la diffidenza del pubblico, tra il 1977 ed il 1979 la musica punk fu testimone di una espansione sempre maggiore ed un numero progressivamente crescente di formazioni sparse su tutto il territorio italiano. Tale territorio si dimostrò però, per la maggior parte non pronto ad accogliere il punk, decretandone una maggiore affermazione laddove le strutture produttive erano più a portata di mano. Cominciò così, sia per necessità che per ideologia, a crescere l'attitudine al DIY, con la quale il movimento punk sopperì alla mancanza di strumenti ad esso dedicati. Nacquero così un numero sempre crescente di etichette discografiche che spesso pubblicavano cassette realizzate in studi casalinghi, per un tessuto distributivo fatto spesso di centri sociali, concerti e fanzine autoprodotte. Fu poi nell'edizione ampliata dell’Enciclopedia del Rock (Fratelli Fabbri Editore, 1977) di Nick Logan e Bob Woffinden del 1979 che compare la prima voce Punk italiano, in cui venivano menzionati i milanesi Decibel con il loro album dal titolo Punk (Spaghetti Records, 1979) ed i romani Elektroshock per un loro spettacolo in cui il cantante si levava il sangue sul palco con una siringa, per poi tirarlo sul pubblico.
Il 1979 fu anche l'anno dei primi grandi concerti punk in Italia. Fu proprio di quell'anno il concerto dell'artista proto punk, Patti Smith, seguito l'anno successivo dall'arrivo dei Ramones con gli UK Subs a supporto, seguiti a breve distanza da Damned, Clash ed altre band.
Fu proprio in occasione del concerto dei Clash del 1980, organizzato dal comune di Bologna a Piazza Maggiore, che, con la contestazione di alcuni punk al grido di "Crass not Clash", si evidenziò anche in Italia la presenza dell'anarcho punk che portò più tardi alla scena hardcore italiana ispirata al punk filo-anarchico inglese e statunitense e in parte, al senso nichilista e distruttivo della musica "dark inglese".

### Bologna: dalla Italian Records alla Attack punk
Bologna è ad oggi convenzionalmente riconosciuta dalla critica come la città che per prima sviluppò una via italiana al punk rock, elaborando le influenze della nuova musica punk che sul finire degli anni '70 si andava diffondendo in tutto il mondo occidentale. Il nuovo Jazz e la musica sperimentale, la New wave e la No wave e naturalmente il Punk, trovarono nella Bologna del post Settantasette, in cui forte era lo spirito movimentista, terreno fertile e strutture in grado di accoglierle. Da sottolineare è la forte presenza del DAMS, che portò in città artisti e musicisti da tutta Italia, ed il lavoro della radio libera Radio Alice, che diffondeva le nuove tendenze e le produzioni indipendenti locali. La Traumfabrik di Filippo Scozzari e Giampiero Huber fu poi la cerniera fra Bologna e le riviste romane di fumetto Cannibale ed Il Male, che assieme alla Red Ronnie's Bazaar recensivano spesso le band bolognesi. In questo contesto nasce nel 1977 la Harpo's Bazaar di Oderso Rubini, che pubblicò nel giro di pochi anni alcuni dei gruppi della scena punk come Skiantos, Windopen, Gaznevada e Luti Chroma, tutti rigorosamente su cassetta. Il primo album di quella che diventerà poi la Italian Records fu Inascoltable degli Skiantos. Da ricordare sono poi due concerti del 1979 del primo punk bolognese: il concerto Gaznevada sing Ramones, svoltosi per tre serate consecutive al Punkreas di Bologna, in cui il gruppo dallo smaccato spirito situazionista suonava velocizzato tutto il disco dei Ramones, e Bologna Rock, un festival che si svolse al palasport di Bologna e che vedeva sul palco i migliori gruppi dell'allora scena punk rock e new wave bolognese: Gaznevada, Windopen, Luti Chroma, Skiantos, Bieki, Naphta, Confusional Quartet, Andy J. Forest, Frigos e Cheaters.
Sempre nel 1979 nascono i RAF Punk, formazione anarco punk con sede al centro sociale Cassero, autori fra l'altro della Attack punkzine, embrione della futura Attack Punk Records di Jumpy Velena, a cui si deve la produzione di gruppi emiliani come Irha, Anna Falkss, Bacteria, Stalag 17, CCCP Fedeli alla linea e Disciplinatha, dei toscani I Refuse It!, delle formazioni piemontesi 5° Braccio e Kollettivo, dei marchigiani Rivolta dell'Odio e Cracked Hirn, dei campani Underage e Contropotere. Da una costola dei RAF Punk nacquero poi il gruppo Oi! conosciuto come Nabat.

### Pordenone: The Great Complotto
Intorno al 1976 iniziano a crescere a Pordenone le prime esperienza musicali che porteranno poi alla formazione di quel movimento cittadino che si autodenominerà poi The Great Complotto, nelle quali fila compare Gianmaria Accusani e che vedrà il suo apice con la pubblicazione della compilation Pordenone/The Great Complotto da parte della bolognese Italian Records di Oderso Rubini.

### Milano
Nella Milano di fine anni settanta sono da menzionare fra le prime band influenzate dal punk gruppi come i Krisma di Maurizio Arcieri (già cantante nel gruppo beat I New Dada e poi cantante solista negli anni sessanta) e Christina Moser, Gli Incesti dei fratelli Leo ed Antonella che nel 1977 pubblicarono il loro unico album dal titolo, "Ecco... Gli Incesti" ed i Decibel in cui militava Enrico Ruggeri, che oltre ad eseguire nei loro concerti la cover di God Save the Queen, furono anche autori dell'LP dal titolo Punk datato 1978.
Importante per lo sviluppo della prima ondata punk milanese fu poi il centro sociale Santa Maria, base della Cramps Records e scuola di musica in cui insegnava Demetrio Stratos negli ultimi anni della sua vita. Qui si formarono band come le femministe Clito, delle quali rimane solamente la partecipazione al brano degli Area, Vodka Cola, le Kandeggina Gang, nelle quali militava Giovanna Coletti ed i Kaos Rock di Gianni Muciaccia. Sulla scia della risonanza avuta dal Bologna Rock, Gianni Sassi organizzò poi il festival Rock '80 svoltosi il 6 febbraio 1980 ed a cui si collegava l'omonimo progetto discografico della Cramps Records.Vi parteciparono le Kandeggina Gang, gli Skiantos, i Kaos Rock, gli X Rated ed i Dirty Actions.

### Torino
Fra le prime band torinesi punk rock vanno ricordati i Rancid X, autori già nel 1978, di Voices, uscito per la Polydor Records, i Blue Vomit, poi divenuti Nerorgasmo,I Chain Kids, autorio di FIAT lager, e Blind Alley.

## L'esplosione dell'hardcore

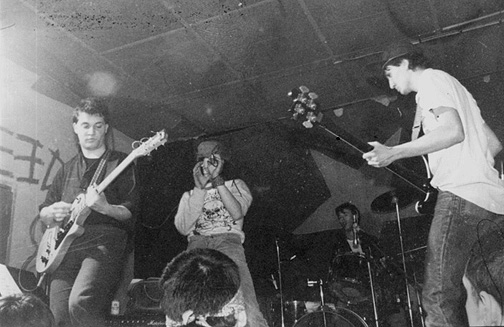
Gli Indigesti in concerto

L'hardcore dei primi anni ottanta è il primo vero "movimento" punk italiano, il più diffuso, sia perché suonato da un congruo numero di band e sia perché vi erano locali e circuiti dove produrre, vendere e suonare in concerto, grande merito in questo senso deve essere dato ai centri sociali filo-anarchici, band significative rimangono i RAF Punk, i Wretched o in chiave Oi! i Nabat, entrambi provenienti da ambienti politicizzati di due città molto attive: Milano, e precisamente dal centro sociale Virus, i Wretched e Bologna per i RAF Punk e i Nabat.
Più o meno contemporaneamente a queste band comparvero altri gruppi piuttosto noti, sempre all'interno comunque di circuiti underground e ben lontani dal successo che ebbe il british punk, come Indigesti, Raw Power, Negazione e Declino, seguiti da Peggio Punx, Nerorgasmo e Kina. Fu a cavallo tra il 1982 ed il 1984 che i gruppi hardcore conobbero il loro massimo "successo", più o meno in contemporanea all'ascesa ed al declino del genere negli USA e nel Regno Unito.
Molte band si sciolsero infatti dopo il 1986, altre modificarono il proprio stile verso sonorità più melodiche come i Negazione, altre ancora, sull'esempio di band come gli Exploited, virarono verso generi d'incrocio con l'heavy metal. Sebbene tutt'oggi esistano diverse band hardcore in attività, tra cui anche alcuni tra i fondatori del genere in Italia, questo sottogenere non è più quello maggioritario all'interno del punk rock.

## New wave
Più o meno contemporaneamente al declino dell'hardcore in Italia si consolidano, crescono e nascono numerose band ispirate alla musica New Wave, un genere originariamente fuso, ma diverso culturalmente, al punk rock nato tra gli USA, il Regno Unito e la Germania alla fine degli anni settanta, ma che presto in particolare in Europa virò deciso verso l'arte a tutto tondo. Molti artisti, anche abbastanza noti del periodo, attraversarono una fase iniziale punk per poi virare in seguito verso la New Wave, tra questi vanno citati le prime incisioni di Gaznevada, Rats, Confusional Quartet e Kerosene (Italian Record), con suoni decisamente elettronici, seguiti a breve dai Litfiba e dai Diaframma, dal suono decisamente più rock, ma soprattutto dai CCCP Fedeli alla linea di Giovanni Lindo Ferretti (divenuti poi Consorzio Suonatori Indipendenti), la band che, partendo da un punk politicizzato (CCCP) virò alla fine degli anni ottanta (CSI) verso uno sperimentalismo musicale, mediale e teatrale post punk realmente new wave, creando così una tra le più originali esperienze musicali italiana e non solo. La contaminazione tra musica, video e teatro, i temi affrontati e le modalità d'esecuzione delle performance della band di Giovanni Lindo Ferretti si saldarono e raccolsero le più diverse esperienze della "nuova onda", anche non prettamente musicali, dell'Italia. L'esperienza musicale new wave si concluse di fatto agli inizi degli anni novanta lasciando, con la furia creativa espressa in quegli anni, alla musica italiana un nuovo modo di concepire la musica "rock".
Va anche citato che diversi altri artisti, culturalmente più pop, sono stati influenzati da questo genere, come Franco Battiato, i Matia Bazar, Enrico Ruggeri ed Ivan Cattaneo.

## Lo ska-punk

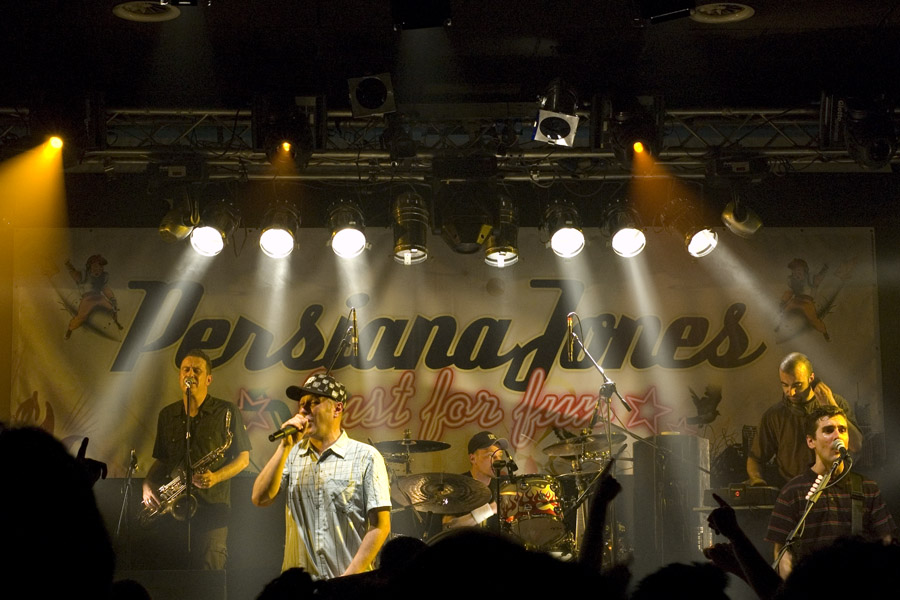
I Persiana Jones in concerto nel 2007

Altro sottogenere che ha sempre riscosso un discreto successo in Italia è lo ska punk, genere d'incrocio tra il punk rock e lo ska, e seguito da numerose band che hanno sempre goduto di un discreto successo soprattutto nelle esibizioni live. Capostipiti assoluti in Italia sono i torinesi Persiana Jones, nati nel 1988, ed i romani La Banda Bassotti, seguiti nel 1989 dai Punkreas (una delle più note band punk rock italiane in generale) sebbene le sonorità ska di questa band siano più recenti. Il successo del genere giunge però al culmine a partire dalla seconda metà degli anni novanta, grazie a band come i milanesi, Vallanzaska e seguiti dai Matrioska e soprattutto dai The Shandon e dai Meganoidi, gruppi dall'esperienza e dal successo anche commerciale non comuni all'interno del movimento punk rock italiano, sebbene dalla carriera non lunghissima. Da citare nel panorama ska punk italiano di fine anni '90 e primi 2000 anche i Rimozione (ex Rimozionekoatta) e i Maleducazione Alcolica.

## L'impatto del punk revival: l'hardcore melodico ed il pop punk

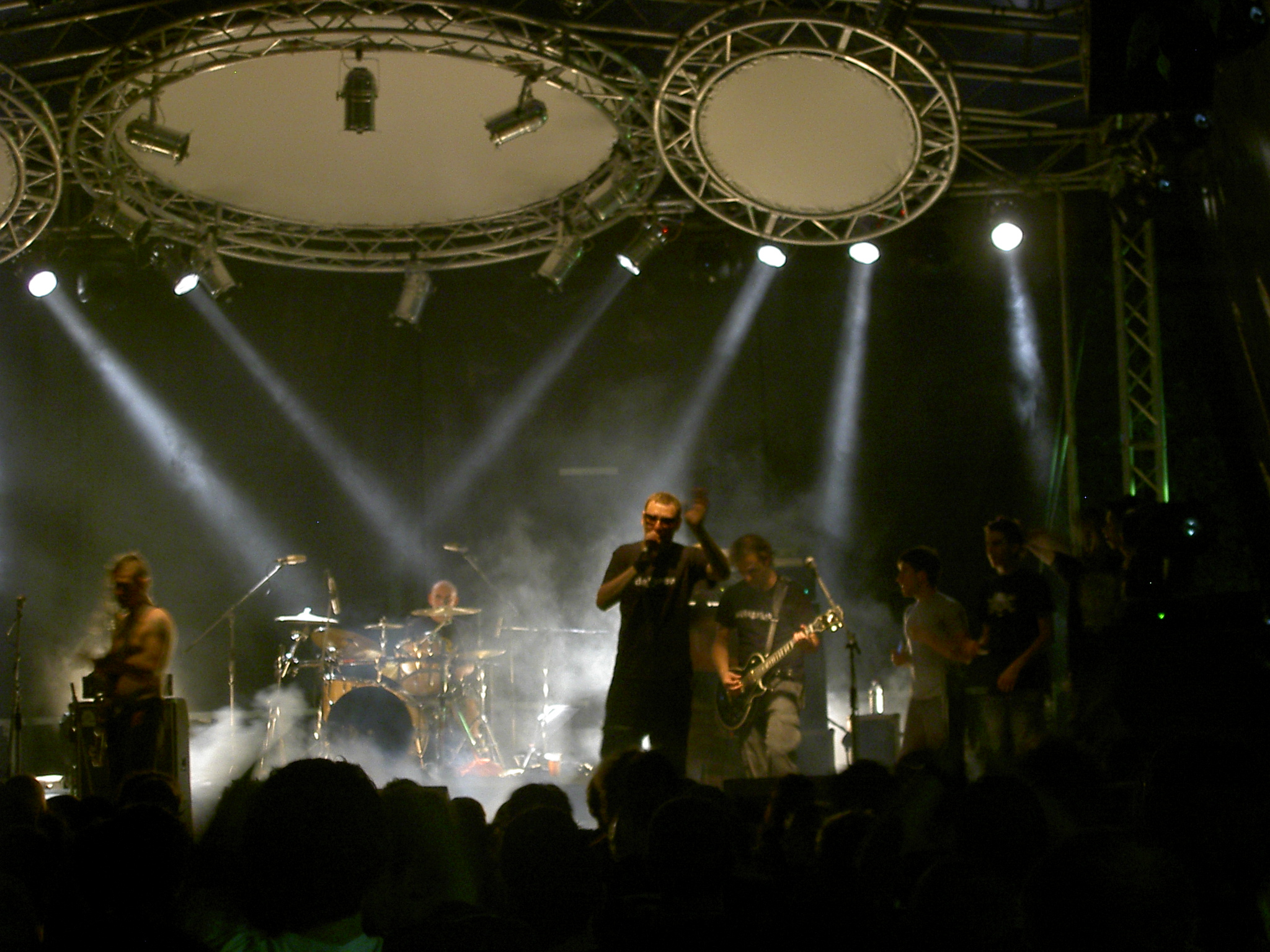
I Punkreas in concerto nel 2007

Il Revival e la seconda (o terza) giovinezza del punk rock che invadono gli USA e l'Europa dalla seconda metà degli anni novanta, grazie ai citati successi di album come Dookie dei Green Day e Smash dei The Offspring, che vedono per la prima volta gruppi punk rock a livelli di successo mai conosciuti nemmeno nella stagione del british punk (i due album insieme vendono oltre 25 milioni di copie),  ovviamente si fanno sentire in Italia. Sono in particolare il pop punk e soprattutto l'hardcore melodico d'ispirazione californiana (NOFX, Bad Religion, Lagwagon..) a influenzare di più le band italiane. Sono infatti Punkreas, Derozer, Porno Riviste e SenzaBenza le band di maggior successo commerciale in Italia, seguiti dopo qualche anno da Sun Eats Hours, Peter Punk, Moravagine, e parzialmente da Shandon e Meganoidi (band principalmente ska punk), dal breve ma intenso successo delle band friulane Prozac+ e Sick Tamburo e da altri gruppi come i Tre Allegri Ragazzi Morti.
La ancor successiva ondata pop punk mondiale dell'inizio del nuovo secolo capitanata da band come i Blink 182 ed i Sum 41, determina un'ulteriore crescita, specialmente in chiave marcatamente melodica e pop punk, di nuove band in Italia, come i Vanilla Sky, Gerson, Gli Ignoranti, Gasnervino, Gli Impossibili, PAY, Me for Rent, Duracel, o la trasformazione in senso melodico di band originariamente hardcore (come i capostipiti dell'Oi! italiano FFD) ed un ritorno a sonorità radicate nel periodo del british punk. I Finley sono una band dal grande successo commerciale e dalle sonorità ultra-melodiche comunque ricollegabili a band pop punk recenti come Blink 182 e Good Charlotte. Dal 2020 in Italia il genere è ritornato nelle classifiche grazie alla spinta del collettivo emo-trap La Sad e a Naska. Il genere ha mutato forma visto che le sonorità sono più moderne caratterizzate dalla forte influenza trap. Altri artisti nell'underground stanno sperimentando esperienze simili: IN6N, XDiemondx, Yans, Fulgur e Kunai, Decrow, Jack Out, Millefiori, Droppunkk, Ego, Revel, Holy Francisco e molti altri...